# Марганцеві копальні Нової Каледонії
Марганцеві копальні Нової Каледонії – колишні гірничодобувні майданчики у Меланезії на острові Нова Каледонія (заморське володіння Франції).
Вперше видобуток марганцевої руди на Новій Каледонії організували в 1918 році у районі Bourail із вивозом продукції до Австралії. Роботи тривали лише кілька років та завершились вже у 1922-му (за іншими даними, ця копальня в Bourail діяла у 1919 – 1923 роках). 
Удруге до новокаледонських марганцевих покладів повернулись в 1948 році, причому використовували копальніРеймонд (район Поя) та La Lune (район Оуако), а руду відправляли до США. Втім, і  на цей раз розробка була не дуже тривалою та завершилась вже у 1953 році через падіння світових цін та збільшення обсягів розкривних робіт (в усіх випадках розробка велась відкритим способом).
Всього протягом описаних вище двох етапів робіт вилучили 60 тисяч тонн руди з середнім вмістом марганцю біля 49%. Основна частина видобутку – біля 44 тисяч тонн – припала на другий етап з піком у 1951 та 1952 роках, коли вилучили 20 та 17 тисяч тонн відповідно.